# A la izquierda del colibrí
A la izquierda del colibrí es un álbum de los músicos mexicanos Jorge Reyes y Antonio Zepeda. Destaca por ser la primera publicación de Reyes tras escindirse de la banda de rock progresivo Chac Mool. Aunque el álbum muestra influencia del rock progresivo en algunos temas, como solía ser lo habitual durante la estancia de Reyes en la banda, la influencia de Zepeda, especialista en instrumentos y música prehispánica, deviene en un resultado diferente.

## Producción
Aunque Reyes ya había publicado un primer álbum autoproducido (Ek-Tunkul, 1983) A la izquierda del colibrí, también autoproducido, ya contó con la distribución del sello discográfico Phillips. Sin embargo lejos de verse favorecido por la proyección en el mercado discográfico popular inicialmente sólo se podía conseguir en librerías y discotecas especializadas en música New Age. El disco en su momento fue presentado y recibió críticas positivas en Radio Educación.

## Lista de canciones
|    | Título                                   | Duración |
| -- | ---------------------------------------- | -------- |
| 1. | «Ce Acatl» (1 Caña)                      | 7:10     |
| 2. | «A la Izquierda del Colibrí (intro)»     | 2:52     |
| 3. | «A la Izquierda del Colibrí (canción)»   | 6:10     |
| 4. | «El hacedor de lluvia»                   | 4:59     |
| 5. | «Wawaki»                                 | 6:39     |
| 6. | «Lejos te llevas el espejo de tu rostro» | 2:38     |
| 7. | «Managua»                                | 5:24     |

- El tema musical Ce Acatl hace referencia al año del nacimiento y muerte de la deidad Quetzalcóatl dentro del calendario mexica. En este tema se combinan los instrumentos: Rhytm Composer, Teclados Yamaha DX9, Korg y Roland, Flauta traversa, con los instrumentos prehispánicos como: Raspadores, Silbatos, Ocarinas logrando una atmósfera musical novedosa. Ambos músicos hacen coros

- A la izquierda del Colibrí (intro). Completamente instrumental el tema fue estructurado a base de Ocarinas, Silbatos, asistido ligeramente en el fondo por Teclados.
- A la izquierda del Colibrí (canción). El tema que da nombre al álbum es en sí novedoso, una especie de fusión electrónica rock con música prehispánica, dotado de un texto creado por Jorge y cuya narración corrió a cargo del destacado actor Alejandro Camacho, fue complementado por el canto de unos versos(en náhuatl) del Rey Nezahualcóyotl. El nombre en sí puede ser una alusión al sistema religioso mexica equiparándolo a la religión católica, Huitzilopochtli (Colibrí del sur o Colibrí Zurdo).

Versos incluidos en la canción:

Xopan Cala Itec:
En el interior de la casa de la primavera
Tzontecochotzin:
Soy Papagayo de la gran Cabeza
Zantic Mayahua
Tú sólo nos das
In Puyuma Xochitl
Flores que embriagan

Amoxtlacuilol in Moyollo
Libro de pinturas es tu corazón

In Tic Tzotzona in Mohuehue
Haces resonar tus tambores
Nezahualcoyotl

- El hacedor de lluvia. Recreando una atmósfera rítmica similar a las danzas mexicas, predomina la instrumentación prehispánica a base de tambor tarahumara, caparazón de tortuga, cascabeles raspadores, caracoles, y ocarinas además del palo de lluvia. Al inicio se escucha la voz de una persona que al parecer habla otomí
- Wawaki. Tema bien logrado a base de recrear una atmósfera de naturaleza, la riqueza fundamental de la pieza yace en la interpretación de la Flauta Traversa además de que está dotada de un ritmo agradable.
- Lejos te llevas el espejo de tu rostro. Poseedor de matices de evocación o nostalgia. La instrumentación incorporó el uso de flautas de Afganistán, quizá buscando la sonoridad de las chirimías, al parecer es un tema fúnebre o de despedida.
- Managua. Tema que lleva el nombre de la capital nicaragüense, basado en la combinación experimental de Jorge y Antonio surge con una sonoridad un tanto misteriosa, muy influenciado por el rock progresivo.